# Neoregelia stolonifera
Neoregelia stolonifera är en gräsväxtart som beskrevs av Lyman Bradford Smith. Neoregelia stolonifera ingår i släktet Neoregelia och familjen Bromeliaceae. Inga underarter finns listade i Catalogue of Life.